# Eunidia holoflava
Eunidia holoflava là một loài bọ cánh cứng trong họ Cerambycidae.